# Autoridade de Antiguidades de Israel

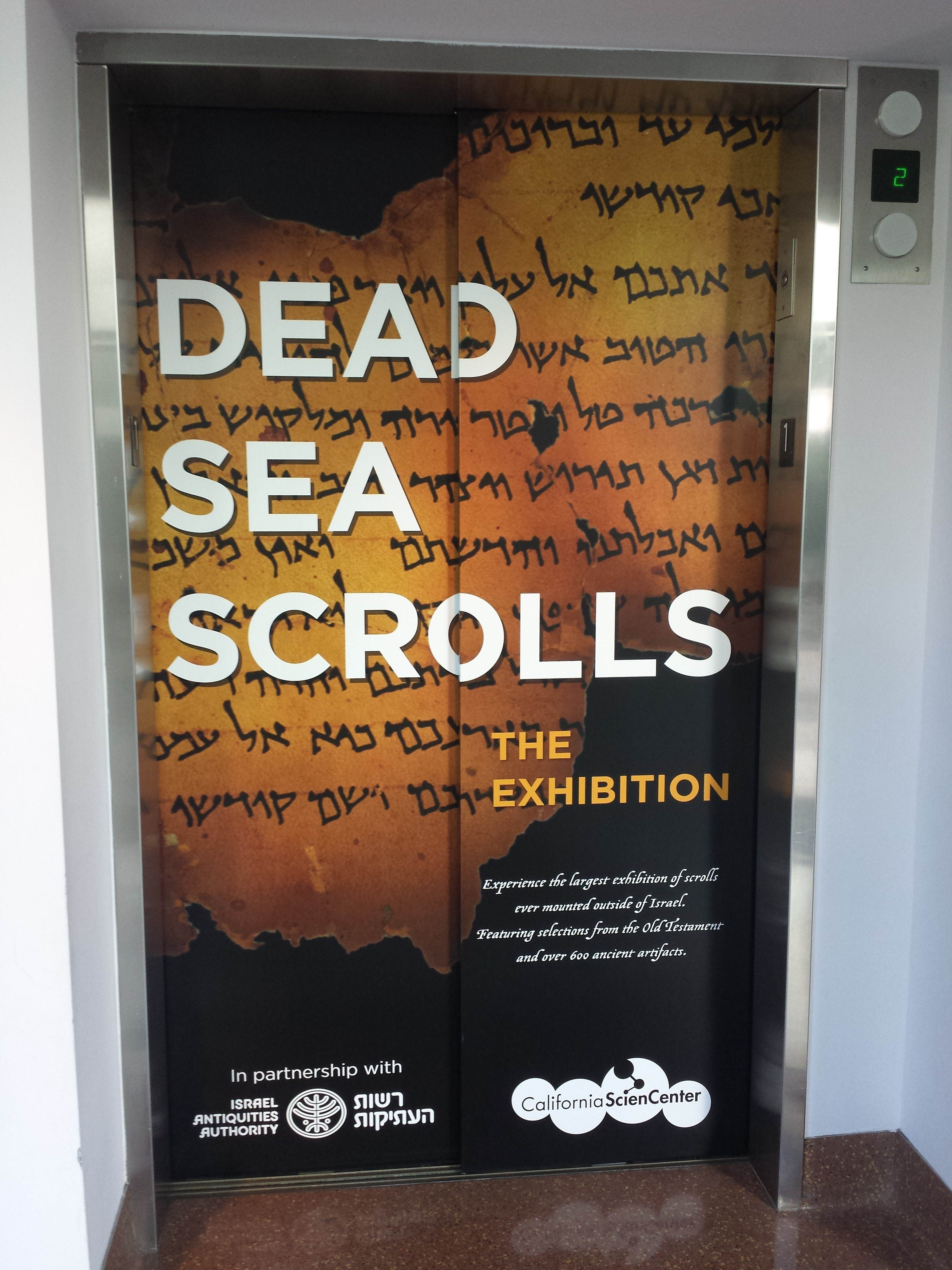
Porta do elevador cartaz para os Pergaminhos do Mar Morto exposição no California Science Center, em Los Angeles. O texto no canto inferior esquerdo lê "Em parceria com o Israel de Antiguidades da Autoridade." A exposição foi anunciado como a maior exposição de rola para fora de Israel.

O Autoridade de Antiguidades de Israel (IAA, em hebraico:  רשות העתיקות, em árabe: داﺌرة الآثارantes de 1990, o Departamento de Antiguidades de Israel) é uma entidade independente Israelenses autoridade governamental responsável por fazer cumprir a Lei 1978 de Antiguidades. O IAA regula escavação e conservação, e promove a investigação. O diretor-geral Shuka Dorfmann e os seus escritórios estão alojados no Museu Rockefeller.
O Israel de Antiguidades da Autoridade planos de se mudar para um novo prédio para O Nacional do Campus para a Arqueologia de Israel , em Jerusalém, próximo ao Museu de Israel.

## Nacional do Campus para a Arqueologia de Israel

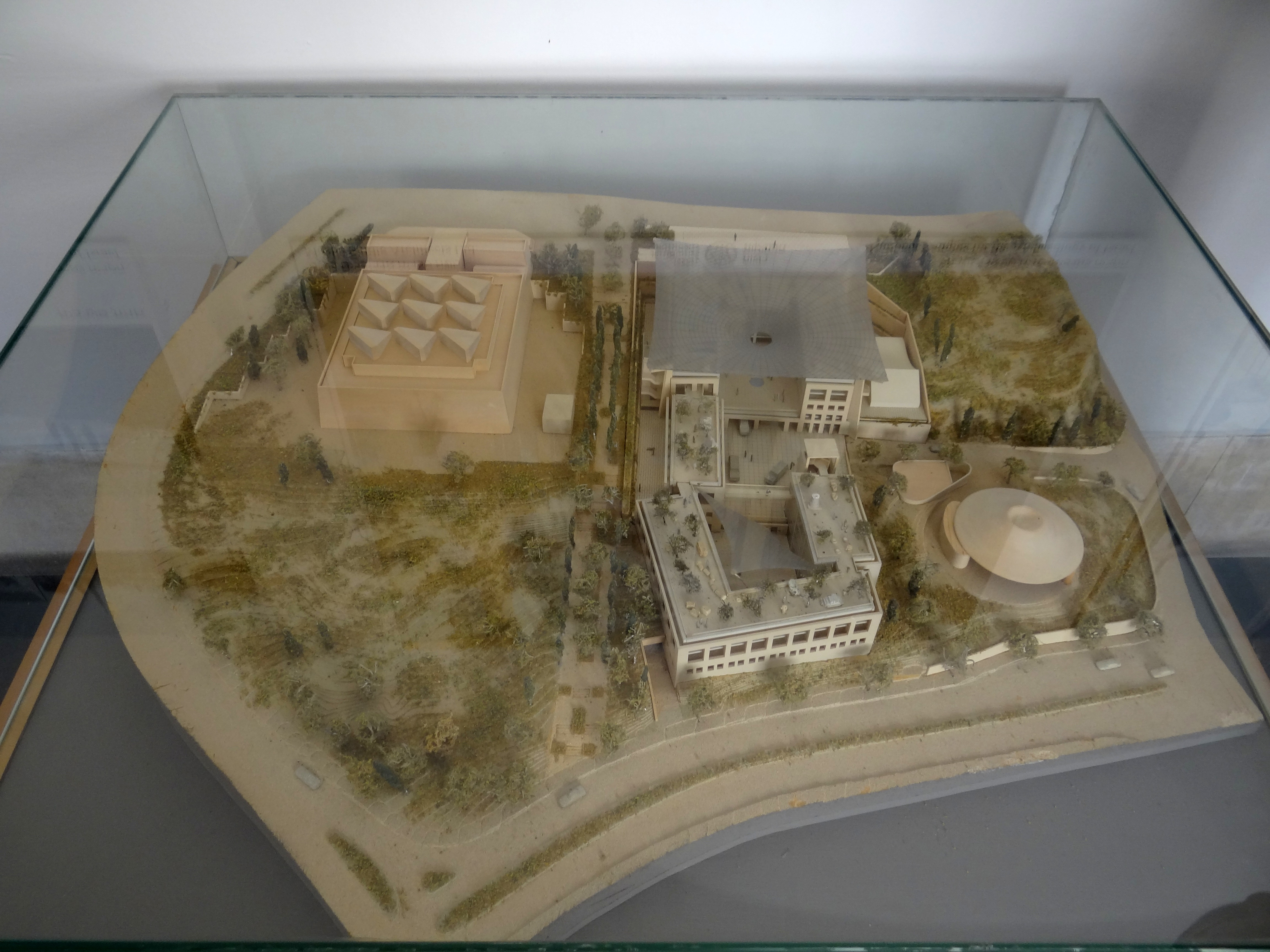
um modelo Nacional de Campus para a Arqueologia de Israel, construído ao lado da Bíblia Terras Museu.

O Jay e Jeanie Schottenstein Nacional do Campus para a Arqueologia de Israel é o futuro prédio do IAA, com o objetivo de concentrar todas as centralizado escritórios administrativos em uma única estrutura. O campus está previsto de 20.000 metros quadrados, entre o Museu de Israel e a Bíblia Terras Museu em Jerusalém pelo Arquiteto Moshe Safdie.

## Estrutura Organizacional
O IAA organização consiste em:
- Gestão
- Director-adjunto para a Arqueologia
- IAA Escritórios Regionais (Região Norte, Região Central de Jerusalém, da Região, da Região Sul e arqueologia marítima Unidade)
- Escavações e Pesquisas do Departamento de
- Artefatos Departamento De Tratamento
- Departamento De Conservação De
- Tesouros Nacionais Do Departamento De
- Departamento De Tecnologia Da Informação
- Departamento De Publicações
- Antiguidades Assalto A Unidade De Prevenção
- Arquivos Do Departamento De
- biblioteca
- IAA Sites de Internet de Unidade
- Administração Das Finanças
- Planejamento, Coordenação e Controle da Administração
- Administrativas e dos Serviços de Segurança Ramo
- A equipe responsável pela Arqueologia – Administração Civil da Judéia e Samaria

## Administração
- Shmuel Yeivin, 1948-1961
- Avraham Biran, 1961-1974
- Avraham Eitan, 1974-1988
- Amir Drori, 1988-2000

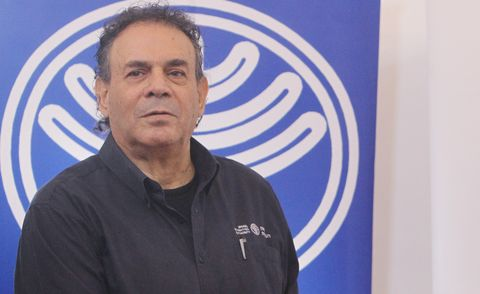
Shuka Dorfmann

- Shuka Dorfmann, 2000–31 De Julho De 2014

### Outros funcionários
- Levi Rahmani, arqueólogo e Diretor-Curador durante a década de 1980

## O trabalho de restauração
O IAA seis membro da equipe de restauração restaura potsherds, têxteis, objetos de metal e outros objetos relacionados à cultura material do país, descoberto em escavações arqueológicas. Ao contrário de seus colegas de todo o mundo, a equipe em Israel é barrada pela lei Israelense de trabalhar com restos humanos.

## References
1. ↑  Hecht, Esther (9 de junho de 2014). «Digging for The Past and Future». Architectural Record. Consultado em 4 de março de 2015
2. ↑  «The Mandel National Library and National Archives for the Archaeology of Israel to be part of the new Israel Antiquities Authority Campus in Jerusalem». www.antiquities.org.il. Israel Antiquities  Authority. Consultado em 4 de março de 2015
3. ↑  Antiquities.org.il IAA > Organizational Structure.
4. ↑  Holyland site yields historical gems